# Anna Nikola Żytkow
| 15810 Arawn | 4 novembre 2002 |

Anna Nikola Żytkow (21 febbraio 1947) è un'astronoma polacca che lavora all'Università di Cambridge.

## Biografia
Nel 1977 ha proposto con Kip Stephen Thorne la classe di stelle nota come Oggetto di Thorne-Żytkow, un caso particolare di stella binaria in cui una stella di neutroni orbita all'interno degli strati superiori della compagna. La durata di una tale configurazione è valutata essere tra i 100 e i 1000 anni e finora sono stati individuati solo possibili candidati, ma nessuno di essi è stato ancora confermato.
Il Minor Planet Center le accredita le scoperte di sette asteroidi, effettuate tra il 1990 e il 1994, tutte in collaborazione con Michael J. Irwin tra cui due oggetti transnettuniani: 15810 Arawn e (16684) 1994 JQ1.